# Franz Aumüller

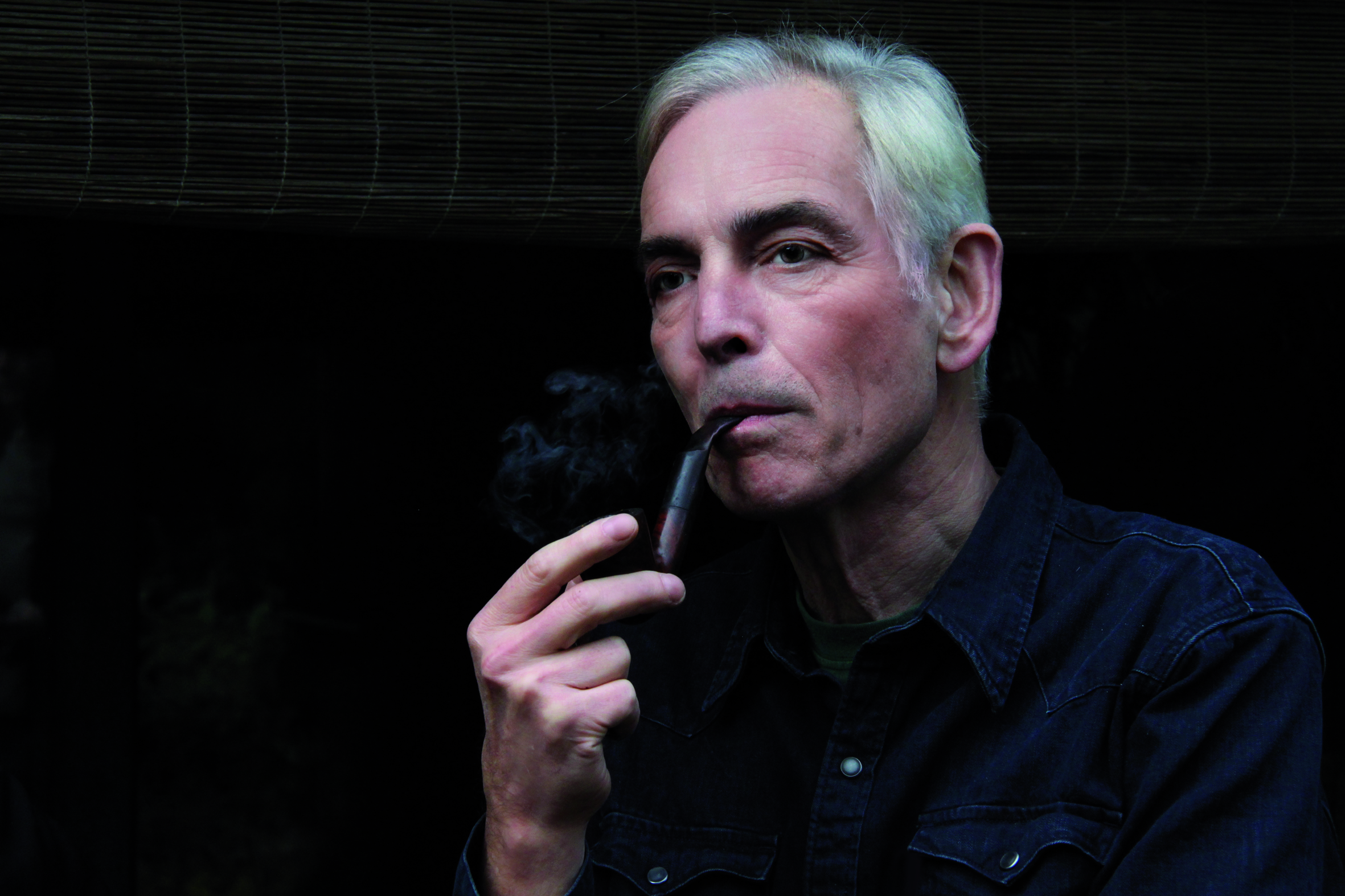
Franz Aumüller in 2017

Franz Aumüller (* 28. April 1950 in Wächtersbach) ist ein deutscher Gestalter, Musikvideo- und Musikproduzent sowie Maler, Illustrator und Bildhauer.

## Bücher und Zeitschriften
- 1970 Gestaltung STUELP das Fachorgan für die orale Kommunikation (7 Ausgaben)
- 1974 Gestaltung der Publikationen des CBC (Comic Buch Club) Bulletin des CBC, Bio Hans Rudi Wäscher, Comic Buch Katalog, Metallmenschen.
- seit 1978 Herausgeber der INSTANT Zeitschrift. (60 Ausgaben)
- 1982 Gestaltung Cover der Zeitschrift „Musikelektronik“ (8 Hefte)
- 1987 „Weltbeat“ mit Jean Troillet (Verlag der grüne Zweig) und INSTANT Sonderheft
- 1994 Illustrationen für das Buch „Ozeandertaler“ von Micky Remann[1]
- Coverlogo Paris Texas Wim Wenders für 2001.

## Ausstellungen
- 1969 "WUZ" – Malepartus, Gelnhausen
- 1970 Saarbrücken Katalog als Comicstrip
- TIKI Schloss Auerstedt
- Tiki Weidenpalast Auerstedt
- Ledermuseum Offenbach
- 1995 „One Man Show“ – Multikult Galerie, Frankfurt
- Kaiso – Planetarium Jena Fulldome
- 2014 Ja das sind Farben! Cocoon Club, Frankfurt
- 2018 „Starman“ – Kunsthalle Ludwig, Frankfurt

## Musik
Veröffentlichungen als Produzent, Arrangeur und Musiker bzw. Vokalist zusammen mit Dieter Kolb (alias Mighty Sempfft). Bei den einzelnen Formationen arbeiteten sie mit unterschiedlichen Mitwirkenden im Bereich der computerakustischen Musik zusammen. Das Filmprojekt "Cosmotropics" blieb 1982 unvollendet, der fertige Soundtrack wurde daher erstmals 2020 veröffentlicht. Ein Ausschnitt des Filmes ist seit 2014 auf Youtube zu sehen.
Diskographie (Auswahl)
Supersempfft
- Roboterwerke (LP) 1979
- Metaluna (LP) 1981
- Cosmotropics (Soundtrack von 1982, LP) 2020

Roboterwerke
- Futurist (LP) 1981

Supersempfft + Roboterwerke
- Wunderwerke - Selected Werks Vol 1 (Compilation, 2LP) 2012

Wunderwerke
- Cosmos Under Water (CD) 1995

4D
- Fauve Moderne (Single/EP) 1982
- Sexappeal (Single/EP) 1983
- Auf der Suche nach der vierten Dimension (LP) 2016
- Wunderwerke Wundertüte (Compilation, LP) 2017